# Andreu Oller Navarro
Andreu Oller Navarro   (Sant Adrià de Besòs, 16 d'octubre de 1929 - Barcelona, 25 d'abril de 1995) va ser un jugador de bàsquet català. Feia 1.84 m. i jugava a la posició de base.
Va ingressar a la Penya el 1946 amb 17 anys, on va jugar durant un espai de nou anys. En aquell equip, que aleshores era conegut com l'huracà verd pel seu ràpid i desbordant joc, hi destacaven jugadors com Jaume Bassó, Marcel·lí Maneja, Josep Brunet, Jordi Parra i Eduard Kucharski, sent capaços de guanyar diverses copes al Reial Madrid.
Després fitxaria per l'Orillo Verde de Sabadell, que aleshores es trobava a segona divisió. En la seva primera temporada van ascendir a primera divisió, i s'hi estaria 3 anys jugant amb l'equip vallesà. Després jugaria una temporada el Bàsquet Manresa i dues més al Sant Josep de Badalona, posant final a la seva carrera esportiva als 31 anys.
Va ser internacional amb la selecció espanyola en 35 ocasions. Va participar en el primer mundial de bàsquet disputat a l'Argentina el 1950, encara que amb escassa fortuna, ja que l'equip espanyol va quedar penúltim (novè de deu). En els Jocs del Mediterrani si hi va haver més sort, ja que en els de Barcelona de 1955 es va obtenir la victòria i en els d'Alexandria de l'any 1951 la segona plaça.